# فهرست هرم‌های مصر باستان
این فهرست آمار اهرام فهرست‌شده مصر باستان را به ترتیب زمانی ارائه می‌دهد:
| سلسله                          | فرعون                        | نام مدرن (نام باستانی)                            | مکان                          | طول پایه (m/m2) | ارتفاع (m) | حجم (m3)                                       | موقعیت جغرافیایی                                                        | تصویر                             |
| ------------------------------ | ---------------------------- | ------------------------------------------------- | ----------------------------- | --------------- | ---------- | ---------------------------------------------- | ----------------------------------------------------------------------- | --------------------------------- |
| سوم ۲۶۸۶–۲۶۱۳ پیش از میلاد     | جوزر                         | هرم جوزر                                          | سقاره                         | ۱۲۱x۱۰۹         | ۶۰         | ۳۳۰٬۴۰۰                                        | ۲۹°۵۲′۱۶٫۵۶″ شمالی ۳۱°۱۲′۵۹٫۰۲″ شرقی / ۲۹٫۸۷۱۲۶۶۷°شمالی ۳۱٫۲۱۶۳۹۴۴°شرقی |                                   |
| سوم ۲۶۸۶–۲۶۱۳ پیش از میلاد     | سخم‌خت                        | هرم مدفون                                         | سقاره                         | ۱۲۰             | ۷          | ۳۳٬۶۰۰ (ناتمام)                                | ۲۹°۵۱′۵۸″شمالی ۳۱°۱۲′۴۷″شرقی / ۲۹٫۸۶۶°شمالی ۳۱٫۲۱۳°شرقی                 |                                   |
| سوم ۲۶۸۶–۲۶۱۳ پیش از میلاد     | خبا (نا معلوم)               | هرم لایه‌ای                                        | زاویة العریان                 | ۸۴              | ۲۰         | ۴۷٬۰۴۰ (به‌نظر می‌رسد ناتمام مانده)              | ۲۹°۵۵′۵۸″شمالی ۳۱°۰۹′۴۱″شرقی / ۲۹٫۹۳۲۸۲۰°شمالی ۳۱٫۱۶۱۲۶۲°شرقی           |                                   |
| چهارم ۲۶۱۳–۲۴۹۸ پیش از میلاد   | سنفرو                        | هرم می‌دوم «سنفرو بردباری می‌کند»                   | می‌دوم                         | ۱۴۴             |            | ۶۳۸٬۷۳۳ (به‌نظر می‌رسد ناتمام مانده)             | ۵۱°۵۰′۳۵″                                                               |                                   |
| چهارم ۲۶۱۳–۲۴۹۸ پیش از میلاد   | سنفرو                        | هرم خمیده (سنفرو در جنوب می‌درخشد)                 | دهشور                         | ۱۸۸             | ۱۰۵        | ۱٬۲۳۷٬۰۴۰                                      | ۵۵°۵۰′۳۵″ / ۴۳°۲۲′                                                      | Sneferu's Bent Pyramid in Dahshur |
| چهارم ۲۶۱۳–۲۴۹۸ پیش از میلاد   | سنفرو                        | هرم سرخ (سنفرو در شمال می‌درخشد)                   | دهشور                         | ۲۲۰             | ۱۰۵        | ۱٬۶۹۴٬۰۰۰                                      | ۴۳°۲۲′                                                                  |                                   |
| چهارم ۲۶۱۳–۲۴۹۸ پیش از میلاد   | خبا                          | هرم بزرگ جیزه (افق خوفو)                          | جیزه                          | ۲۳۰٫۳           | ۱۴۶٫۶      | ۲٬۵۸۳٬۲۸۳                                      | ۵۱°۵۰′۴۰″                                                               |                                   |
| چهارم ۲۶۱۳–۲۴۹۸ پیش از میلاد   | جدفرع                        | هرم جدفرع (آسمان پر ستاره جدفرع)                  | ابو رواش                      | ۱۰۶٫۲           | ۶۷         | ۱۳۱٬۰۴۳ (احتمالاً ناتمام)                       | ~۵۲°                                                                    |                                   |
| چهارم (نا معلوم)               | بیخریس? ست‌کا                 | هرم شمالی ناتمام زاویة العریان (ستاره .. ؟.. -کا) | زاویة العریان                 | ۲۰۰             |            | (هرگز ساخته نشد)                               | [ ۸ ] [ ۹ ]                                                             |                                   |
| چهارم                          | خفرع                         | هرم خفرع                                          | جیزه                          | ۲۱۵٫۲۵          | ۱۴۳٫۵      | ۲٬۲۱۱٬۰۹۶                                      | ۵۳°۱۰′                                                                  |                                   |
| چهارم                          | منکورع                       | هرم منکورع                                        | جیزه                          | ۱۰۳٫۴           | ۶۵٫۵       | ۲۳۵٬۱۸۳                                        | ۵۱°۲۰′۲۵″                                                               |                                   |
| پنجم ۲۴۹۸–۲۳۴۵ پیش از میلاد    | اوسرکاف                      | هرم اوسرکاف                                       | سقاره                         | ۷۳٫۳            | ۴۹         | ۸۷٬۹۰۶                                         | ۵۳°۷′۴۸″                                                                |                                   |
| پنجم ۲۴۹۸–۲۳۴۵ پیش از میلاد    | ساحورع                       | هرم ساحورع                                        | ابو صیر                       | ۷۸٫۷۵           | ۴۷         | ۹۶٬۵۴۲                                         | ۵۰°۱۱′۴۰″                                                               |                                   |
| پنجم ۲۴۹۸–۲۳۴۵ پیش از میلاد    | نفریرکارع کاکای              | هرم نفریرکارع کاکای                               | ابو صیر                       | ۱۰۵             | ۵۴         | ۲۵۷٬۲۵۰                                        | ۵۴°۳۰′                                                                  |                                   |
| پنجم ۲۴۹۸–۲۳۴۵ پیش از میلاد    | نفرفرع                       | هرم نفرفرع                                        | ابو صیر                       | ۶۵              |            | (ناتمام)                                       | هرم ناتمام؛ تبدیل به مصطبه مربعی                                        |                                   |
| پنجم ۲۴۹۸–۲۳۴۵ پیش از میلاد    | شپسس‌کارع                     | هرم ناتمام ابو صیر                                | ابو صیر                       | ۱۰۰             |            | هرگز ساخته نشد، ساخت هرم خاکی تازه شروع شده‌است | –                                                                       |                                   |
| پنجم ۲۴۹۸–۲۳۴۵ پیش از میلاد    | نیوسررع                      | هرم نیوسررع                                       | ابو صیر                       | ۷۹٫۹            | ۵۱٫۶۸      | ۱۱۲٬۶۳۲                                        | ۵۱°۵۰′۳۵″                                                               |                                   |
| پنجم ۲۴۹۸–۲۳۴۵ پیش از میلاد    | منکاوحور کایو                | هرم بی‌سر                                          | سقاره                         | ۵۲              |            | –                                              | –                                                                       |                                   |
| پنجم ۲۴۹۸–۲۳۴۵ پیش از میلاد    | جدکارع                       | هرم جدکارع                                        | سقاره جنوبی                   | ۷۸٫۷۵           | ۵۲٫۵       | ۱۰۷٬۸۳۵                                        | ۵۲°                                                                     |                                   |
| پنجم ۲۴۹۸–۲۳۴۵ پیش از میلاد    | اوناس                        | هرم اوناس                                         | سقاره شمالی                   | ۵۷٫۷۵           | ۴۳         | ۴۷٬۳۹۰                                         | ۵۶°                                                                     |                                   |
| ششم ۲۳۴۵–۲۱۸۱ پیش از میلاد     | تتی                          | هرم تتی                                           | سقاره شمالی                   | ۷۸٫۵            | ۵۲٫۵       | ۱۰۷٬۸۳۵                                        | ۵۳°۷′۴۸″                                                                |                                   |
| ششم ۲۳۴۵–۲۱۸۱ پیش از میلاد     | پپی یکم                      | هرم پپب یکم                                       | سقاره شمالی                   | ۷۸٫۷۵           | ۵۲٫۵       | ۱۰۷٬۸۳۵                                        | ۵۳°۷′۴۸″                                                                |                                   |
| ششم ۲۳۴۵–۲۱۸۱ پیش از میلاد     | مرنرع یکم                    | هرم مرنرع                                         | سقاره شمالی                   | ۷۸٫۷۵           | ۵۲٫۵       | ۱۰۷٬۸۳۵                                        | ۵۷°۷'۴۸"                                                                |                                   |
| ششم ۲۳۴۵–۲۱۸۱ پیش از میلاد     | پپی دوم                      | هرم پپی دوم                                       | سقاره شمالی                   | ۷۸٫۷۵           | ۵۲٫۵       | ۱۰۷٬۸۳۵                                        | ۵۷°۷′۴۸″                                                                |                                   |
| هشتم                           | قاکارع ایبی                  | هرم قاکارع ایبی                                   | سقاره شمالی                   | ۳۱٫۵            | ۲۱?        |                                                | ۵۳°۷′                                                                   |                                   |
| دوره نخست میانی مصر            | خویی                         | هرم خویی                                          | دره                           | ۱۴۶x۱۳۶         |            | –                                              | نامعلوم                                                                 |                                   |
| دهم                            | مریکارع یکم                  | هرم مریکاع                                        | ناشناخته، احتمالاً سقاره شمالی | –               |            | –                                              | نامعلوم                                                                 |                                   |
| دوازدهم ۱۹۹۱–۱۸۰۳ پیش از میلاد | آمنمهات یکم                  | هرم آنمهات یکمI                                   | اللشت                         | ۸۴              | ۵۵         | ۱۲۹٬۳۶۰                                        | ۵۴°۲۷′۴۴″                                                               |                                   |
| دوازدهم ۱۹۹۱–۱۸۰۳ پیش از میلاد | سنوسرت یکم                   | هرم سنوسرت یکم                                    | اللشت                         | ۱۰۵             | ۶۱٫۲۵      | ۲۲۵٬۰۹۳                                        | ۴۹°۲۴′                                                                  |                                   |
| دوازدهم ۱۹۹۱–۱۸۰۳ پیش از میلاد | آمنمهات دوم                  | هرم سفید                                          | دهشور                         | ۵۰              |            |                                                |                                                                         |                                   |
| دوازدهم ۱۹۹۱–۱۸۰۳ پیش از میلاد | سنوسرت دوم                   | هرم سنوسرت دوم                                    | اللاهون                       | ۱۰۶             | ۴۸٫۶       | ۱۸۵٬۶۶۵                                        | ۴۲°۳۵′                                                                  |                                   |
| دوازدهم ۱۹۹۱–۱۸۰۳ پیش از میلاد | سنوسرت سوم                   | هرم سنوسرت سوم                                    | دهشور                         | ۱۰۵             | ۷۸         | ۲۸۸٬۴۸۸                                        | ۵۶°۱۸′۳۵″                                                               |                                   |
| دوازدهم ۱۹۹۱–۱۸۰۳ پیش از میلاد | آمنمهات سوم                  | هرم آمنمهات سوم                                   | دهشور                         | ۱۰۵             | ۷۵         | ۲۷۴٬۶۲۵                                        | ۵۶°۱۸′۳۵″                                                               |                                   |
| دوازدهم ۱۹۹۱–۱۸۰۳ پیش از میلاد | آمنمهات سوم                  | هرم هواره (امنهت زندگی می‌کند)                     | هواره المقطع                  | ۱۰۵             | ۵۸         | ۲۰۰٬۱۵۸                                        | ۴۸°۴۵′                                                                  |                                   |
| دوازدهم یا سیزدهم              | آمنمهات چهارم                | هرم مزغونه جنوبی                                  | جنوبمزغونه                    | ۵۲٫۵            | (ناتمام)   | –                                              | –                                                                       |                                   |
| دوازدهم یا سیزدهم              | سوبک‌نفرو                     | هرم مزغونه شمالی                                  | جنوبمزغونه                    | ۵۲٫۵<           | (ناتمام)   | –                                              | –                                                                       |                                   |
| سیزدهم حدود ۱۷۹۰ پیش از میلاد  | آمنی قمائو                   | هرم آمنی قمائو                                    | سقاره جنوبی                   | ۵۲              | ۳۵         |                                                | ۵۵°                                                                     |                                   |
| سیزدهم                         | آمنی قمائو (احتمالاً غصب شده) | نامعلوم                                           | دهشور                         | نامعلوم         |            | –                                              | –                                                                       |                                   |
| سیزدهم حدود ۱۷۶۰ پیش از میلاد  | خنجر                         | هرم خنجر                                          | سقاره جنوبی                   | ۵۲٫۵            | ۳۷٫۳۵      | ۳۴٬۳۰۰                                         | ۵۵°                                                                     |                                   |
| سیزدهم                         | ناشناخته                     | هرم جنوبی سقاره                                   | سقاره جنوبی                   | ۷۸٫۷۵           | (ناتمام)   | –                                              | –                                                                       |                                   |
| سیزدهم حدود ۱۷۴۰ پیش از میلاد  | احتمالاًنفرهوتپ یکم           | ابیدوس S9                                         | ابیدوس                        | نا معلوم        |            | نامشخص                                         | احتمالاً یک هرم شبیه به هرم خندجر، اما شبیه مصطبه                        |                                   |
| سیزدهم حدود ۱۷۳۰ پیش از میلاد  | احتمالاًسوبک‌هوتپ چهارم        | ابیدوس S10                                        | ابیدوس                        | نا معلوم        |            | نامشخص                                         | احتمالاً یک هرم شبیه به هرم خندجر، اما شبیه مصطبه                        |                                   |
| هفدهم                          | اینتف هفتم                   | هرم اینتف هفتم                                    | ذراع ابوالنجا                 | ۱۱              | ۱۳         | نامشخص                                         | ۶۰°                                                                     |                                   |
| هجدهم ۱۵۵۰–۱۲۹۲ پیش از میلاد   | اهمسه یکم                    | هرم اهمسه                                         | ابیدوس                        | ۵۲٫۵            | ۱۰         | –                                              | ۶۰°                                                                     |                                   |

## برای مطالعهٔ بیشتر
- اهرام مصر
- ابوالهول بزرگ جیزه
- فهرست هرم‌های لپسیوس
- ام‌القعاب